# Opoptera fruhstorferi
Opoptera fruhstorferi är en fjärilsart som beskrevs av Johannes Karl Max Röber 1896. Opoptera fruhstorferi ingår i släktet Opoptera och familjen praktfjärilar. Inga underarter finns listade i Catalogue of Life.